# Otxandio
Otxandio (spanisch Ochandiano) ist ein Municipio in der spanischen Provinz Bizkaia der Autonomen Gemeinschaft Baskenland in der Comarca Durangaldea (Duranguesado). Otxandio hat 1.357 Einwohner (Stand: 2024), die mehrheitlich baskischsprachig sind. 

## Lage
Otxandio liegt etwa 38 Kilometer südöstlich von Bilbao in einer Höhe von ca. 560 m. Der Fluss Santa Engrazia, ein Zufluss des Zadorra durchfließt die Gemeinde.

## Geschichte
Am 22. Juli 1936 wurde die Ortschaft durch die Luftwaffe unter Franco bombardiert. Dabei waren wenigstens 61 Tote zu beklagen, davon mindestens 45 Zivilisten.

## Einwohnerentwicklung
| 1970 | 1981 | 1991 | 2001 | 2011 | 2021 |
| ---- | ---- | ---- | ---- | ---- | ---- |
| 1192 | 1290 | 1112 | 1012 | 1277 | 1359 |

## Sehenswürdigkeiten

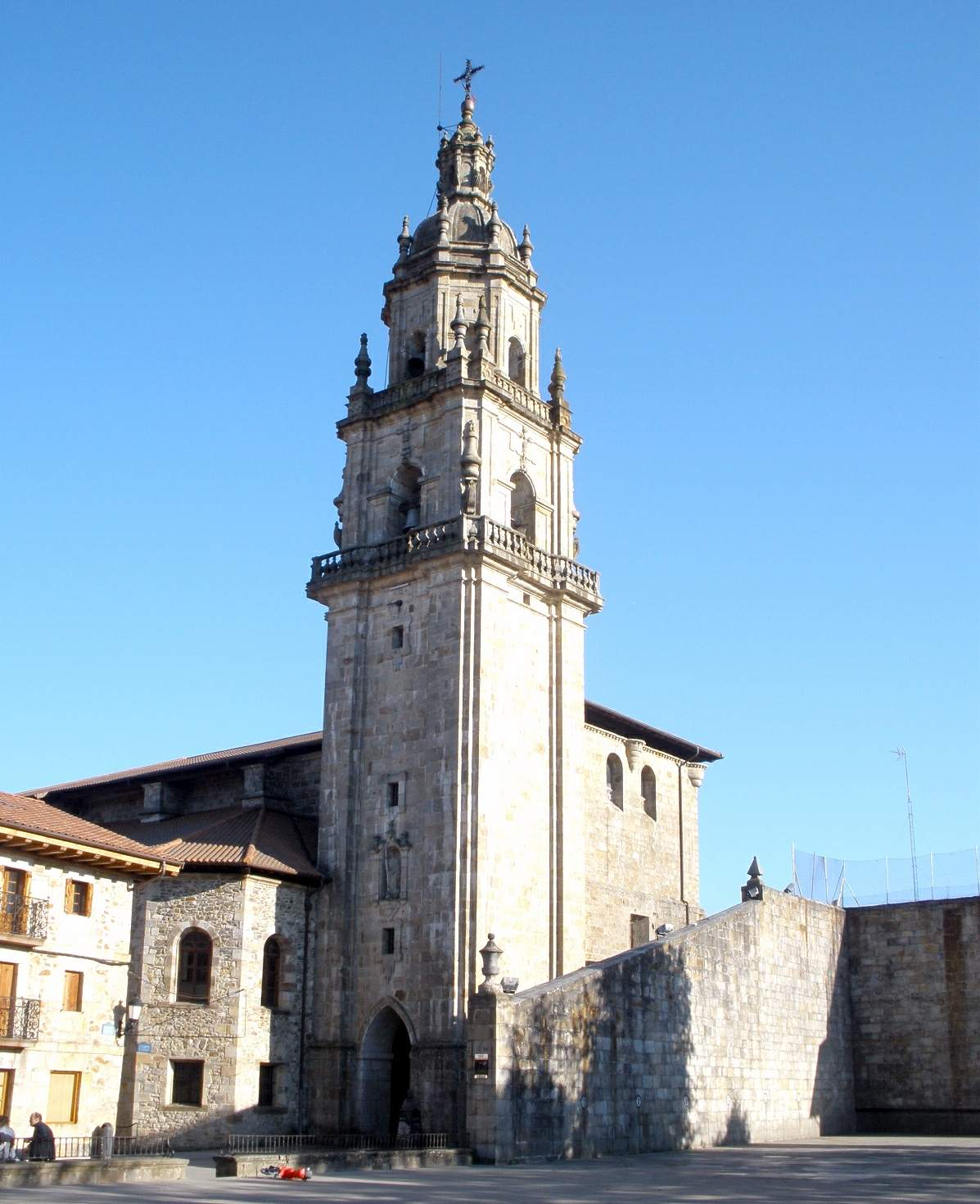
Marinenkirche
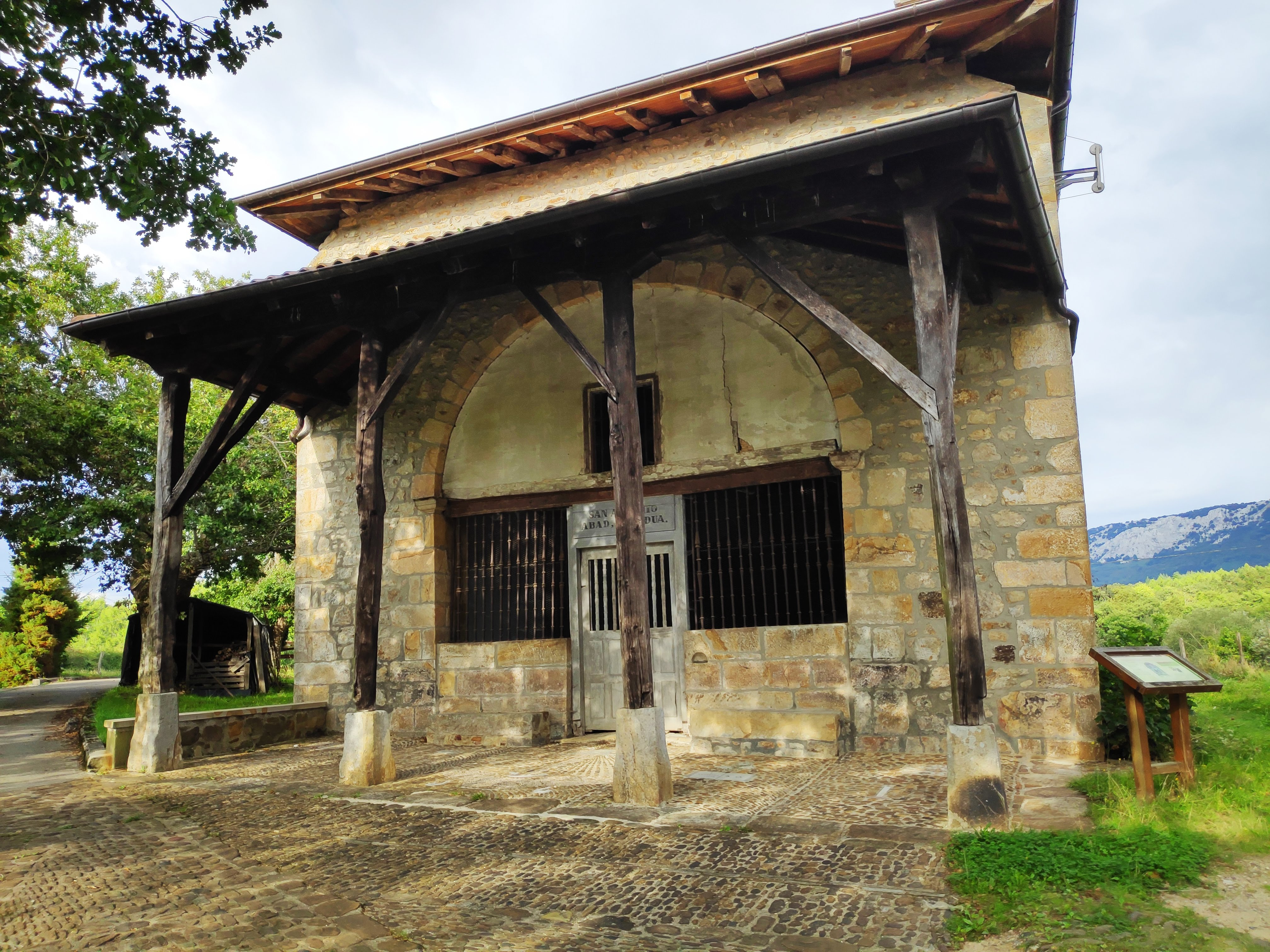
Antoniuskapelle
- Martinskapelle
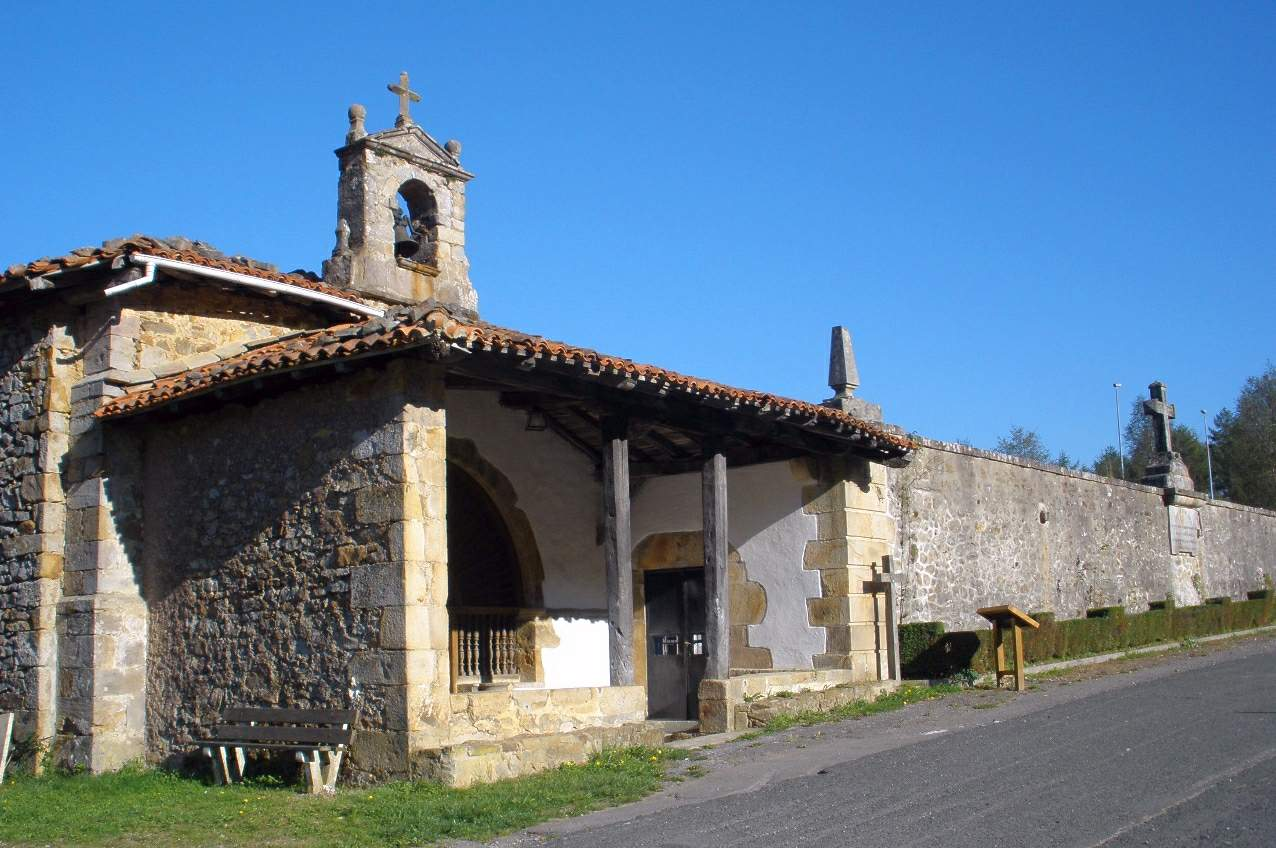
Rochuskapelle
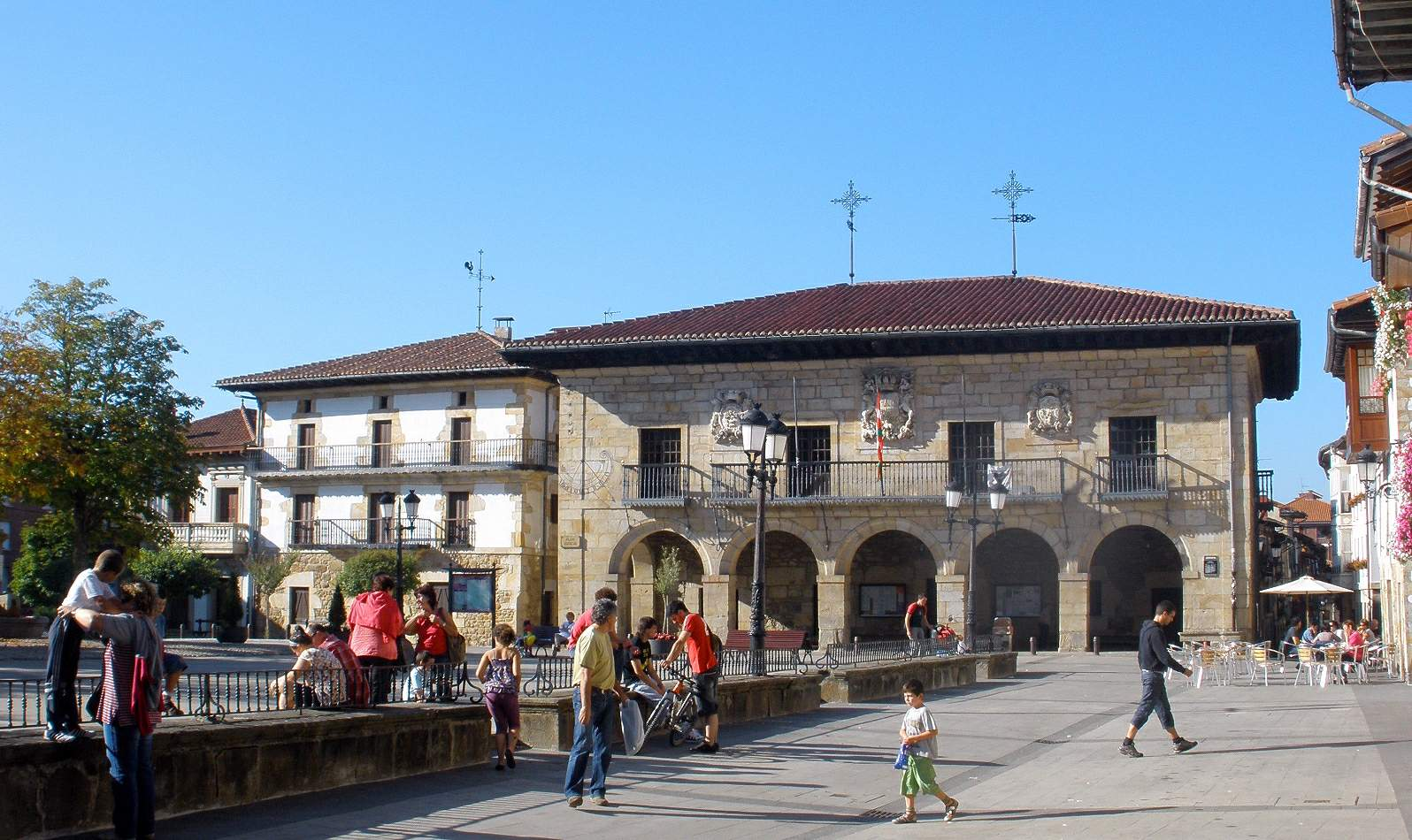
Rathaus

- Marinenkirche
- Antoniuskapelle
- Rochuskapelle
- Rathaus

## Persönlichkeiten
- Felipe Arrese Beitia (1841–1906), Schriftsteller
- Dalmacio Langarica (1919–1985), Radrennfahrer
- Carmelo Bernaola (1929–2002), Klarinettist und Komponist
- Koikili Lertxundi del Campo (* 1980), Fußballspieler